# George Godwin
Pour les articles homonymes, voir Godwin.
George Godwin, né le 28 janvier 1813 à Brompton et mort le 27 janvier 1888 à Kensington, est un architecte et journaliste anglais.

## Biographie
Fils d'un architecte qui a été son premier maître, George Godwin est encore très jeune lorsqu'il débute dans cette carrière. Parmi ses travaux, on peut mentionner la restauration de l'église Sainte-Marie de Redcliffe à Bristol.
Il est cependant principalement connu pour ses articles consacrés aux monuments médiévaux et à l'architecture de son temps, publiés dans l’Art Union Magazine, le Civil Engineer, l’Archæologia et, surtout, dans le Builder, dont il dirige la publication entre 1844 et 1883. Il a aussi écrit quelques pièces de théâtre,.
Membre de la Société des antiquaires (1839), de la Société royale (1840) et de l'Institut des architectes, dont il a remporté la médaille d'or en 1881, il était également inspecteur divisionnaire des édifices métropolitains et secrétaire honoraire de l'Union des arts de Londres. Il a fait partie du jury de l'Exposition universelle de 1851.